# Alberto Villalta
Alberto Villalta Avila (ur. 19 listopada 1947 w San Salvador, zm. 4 marca 2017 tamże) – salwadorski piłkarz, reprezentant kraju grający na pozycji pomocnika.

## Kariera klubowa
Alberto Villalta podczas kariery piłkarskiej występował w salwadorskich klubach Alianza San Salvador, Atlético Marte San Salvador i FAS Santa Ana.

## Kariera reprezentacyjna
Alberto Villalta grał w reprezentacji Salwadoru w latach sześćdziesiątych i siedemdziesiątych. W 1968 roku wystąpił na igrzyskach olimpijskich w Meksyku, gdzie wystąpił w przegranych meczach z Izraelem i Węgrami. W 1970 roku został uczestniczył w mistrzostwach świata 1970. Na Mundialu w Meksyku był rezerwowym i nie wystąpił w żadnym spotkaniu.